# Muriel Mandrillon
Muriel Mandrillon (Saint-Claude, 8 dicembre 1955) è un'ex sciatrice alpina francese.

## Biografia
Slalomista pura originaria di Lamoura e figlia del fondista René, Muriel Mandrillon vinse il titolo nazionale francese nel 1975 e ottenne l'unico piazzamento a punti in Coppa del Mondo il 28 gennaio 1977 a Saint-Gervais-les-Bains (10ª); non prese parte a rassegne olimpiche e non ottenne piazzamenti ai Campionati mondiali.

## Palmarès

### Coppa del Mondo
- Miglior piazzamento in classifica generale: 40ª nel 1977

### Campionati francesi
- 1 oro (slalom speciale nel 1975)[1]